# Krallice (альбом)
Krallice — дебютный студийный альбом одноимённой американской блэк-метал-группы Krallice. Он был выпущен на компакт-диске в 2008 году канадским лейблом Profound Lore Records, а в 2009 году на виниле американским лейблом Gilead Media. Альбом был записан до того, как Ник МакМастер присоединился к группе, поэтому он появляется на записи только в качестве вокалиста, а на бас-гитаре играли Марстон и Барр.

## Отзывы критиков
| Оценки критиков | Оценки критиков |
| Источник        | Оценка          |
| --------------- | --------------- |
| Pitchfork       | [ 4 ]           |
| AllMusic        | [ 5 ]           |

Космо Ли из Pitchfork пишет: «примечательно, что гитарная работа — это не типичный минорный аккорд, который перемещается вверх и вниз. Это сложные, абстрактные линии, часто расходящиеся друг от друга в контрапункте».
Фил Фримен из AllMusic описывает альбом так: «полный скоростных сдвигов и внезапных поворотов, когда гитарные соло вырываются из шторма риффов, как демонический дельфин, выпрыгивающий из озера лавы, или группа внезапно останавливает безумный, стремительный импульс, чтобы начать играть совершенно другой рифф».

## Список композиций
| №                   | Название             | Длительность |
| ------------------- | -------------------- | ------------ |
| 1.                  | «Wretched Wisdom»    | 10:15        |
| 2.                  | «Cestorial»          | 10:43        |
| 3.                  | «Molec Codices»      | 9:35         |
| 4.                  | «Timehusk»           | 6:06         |
| 5.                  | «Energy Chasms»      | 9:46         |
| 6.                  | «Forgiveness in Rot» | 15:22        |
| Общая длительность: | Общая длительность:  | 61:47        |

## Участники записи
- Мик Барр — гитара, вокал, бас-гитара
- Колин Марстон — гитара, бас-гитара
- Лев Вайнштейн — ударные
- Николас МакМастер — вокал